# Guivry
 Guivry  là một xã ở tỉnh Aisne, vùng Hauts-de-France thuộc miền bắc nước Pháp.